# Луј I Побожни
Луј I Побожни  (фр. Louis le Pieux, или Луј Доброћудни или Луј Свети) (778—20. јун 840) је био цар Светог римског царства (814—840) и краљ Аквитаније (781—814). Био је син и наследник Карла Великог. 
Ратовао са рођацима и синовима Лотаром, Лудвигом Немачким и Пипином Аквитанским око престола од 833. до 834. године. Лотар га је свргнуо c власти. После његове смрти, Верденским уговором из 843, Франачка држава подељена је на Француску, Немачку и Италију.

## Биографија

### Власт у Аквитанији
Крунисан је као краљ Аквитаније 781. још као дете. Карло Велики је Аквитанију послао Луја као дете, а са њим и регенте да скрше побуне, које су се ту појавиле након сукоба Карла Великог са Маврима на Иберијском полуострву 778. године. Карло Велики је своју децу слао у различите делове царства да одмалена науче локалне обичаје. Краљевство Аквитаније је било значајно због граница према Маварима. Највећи град Хиспанске марке — Барселона, пао је у франачке руке 797, али Мавари га поново заузимају 799. године. Луј Побожни је предводио две године војску преко Пиринеја и ту је опседао Барселону 800. и 801. и коначно је заузео. 
Као што је било уобичајено код Франака, очекивало се да Луј Побожни дели наследство са браћом. Карлом Млађим, краљем Неустрије и Пипином, краљем Италије. Пошто су му браћа умрла, Луј Побожни је постао заједнички цар са Карлом Великим 813. године. Кад му је умро отац Карло Велики 814, Луј Побожни наслеђује цело царство, осим једног изузетка у Италији, где влада Бернард, Пипинов син.

### Цар
У Ахену је крунисан 814. као цар Светог римског царства. Мото своје владавине отискује на металним новцима, на којима пише: (Renovatio Regni Francorum) што значи да намерава обновити франачко царство, али у моралном погледу. Главни саветници су му били војвода Септиманије Берна и Ебо, који постаје надбискуп Рејмски, али га касније издаје. Оставио је и очеве министре као приора Елисахара и надбискупа Келна Хилдеболда. Елисахара замењује касније приором многих манастира Хилдвином.
Користио је септиминијанског Визигота Бенедикта Анијанског да му помогне да се реформише француска црква. Основна реформа је била да се сви религиозни редови повинују Правилу Светог Бенедикта. Нови папа Стефан V је поново крунисао Лудвига Побожног 816. у Ремсу.

### Одређује правила о наслеђивању и подела из Ахена
Током преласка од катедрале до палате у Ахену 817. дрвена галерија је пала и умало није страдао Луј Побожни. При томе је страдало доста људи. Луј после тога издаје декрет о начину наслеђивања у случају најгорег. Још 815. он је поделио део територија својој двојици синова, а по новој подели дели на три дела. То је подела из Ахена:
- Лотар I, који је био краљ, постаје сувладар и добија највећи део, укључујући целу Италију. После смрти Луја Побожног Лотар треба бити цар и бити главни и над браћом
- Пипин Аквитански, проглашава се краљем и добија Аквитанију и околне територије
- Лудвиг I Немачки, најмлађи син, проглашава се краљем и добија Баварску и околна подручја.

Уместо да једнако подели територије, Луј Побожни је Лотару поделио највећи део и поставио га изнад браће. Лотар ће бити свестан свога статуса сувладара и жестоко ће касније бранити свој привилеговани статус.

### Бернардова побуна
Дотад је Италијом владао Бернард, који је био нећак Луја Побожног. Бернард не прихвата да мирно преда Лотару Италију. Побунио се подстакнут и од бискупа од Орлеана. Кад је отишао да представи свој случај, Бернард је најпре осуђен на смрт, па је онда то замењено ослепљивањем и затварањем. Умро је за годину дана у затвору. Због те смрти је касније гризла савест Луја Побожног. 

### Гранични ратови
Почетком власти Луја Побожног многа племена (Данци, Оборити, Словени, Бретонци и Баски) су живела близу граница Франачког царства. Страшно су се бојала снаге франачког цара и нису се усудили да праве било какве невоље. Први су се 816. побунили Лужички Срби, а онда се побунио Славомир, вођа Оборита. Славомир је заробљен, па је замењен 818. новим вођом, који прави савез са Данцима против Франака. Данци постају највећа опасност у кратком року.

### Франци, Људевит Посавски и Срби
Војвода Паноније, Људевит Посавски нападао је 819. на границама Драве и Саве. Против њега је био послат фурлански војвода Кадолах, који није ништа учинио. Кадолах је умро од грознице при повратку. Франци су склопили споразум са Борном па су здруженим снагама нападали Људевита. Велика франачка војска је 822. присилила Људевита Посавског да побегне у Далмацију Србима. Франачки аналиста тих догађаја Ајнхарт каже да „Срби чине велики део Далмације“.
Људевит Посавски је по свој прилици побегао негде дуж Уне код града Срба, према хрватској историчарки Нади Клаић. Ту је Људевит убио српског кнеза, који га је угостио, па је побегао на Борнину територију, где је убијен 823, а Франци су заузели целу Људевитову побуњену територију.
Мир се ту наставио до 827, када су Франци имали проблема са Бугарским хордама у Панонији.
На јужном крају своје границе Луј Побожни имао је проблема са ломбардским принчевима Беневента, које Карло Велики није никад успео покорити. На југозападној граници проблеми су почели 815. у Гаскоњи, када се побунио Сегуин војвода Гаскоње. Победио је Сегуина и заменио га.
Скупштина је одлучила 820. да се пошаље експедиција против кордопског халифата. Међутим вођство акције је било споро и експедиција је пропала.

### Први грађански рат
Лују Побожном је умрла жена 818. године. Требало је много времена да га убеде да се поново жени. Када је то учинио родио му се син Карло Ћелави, који је постао узрок великих невоља.
Рађањем Карла Ћелавог подела из Ахена је угрожена. Дотад је било одређено шта коме припада. Луј Побожни је покушао да додели део територија новом сину, али старији синови се томе противе, јер се тиме отимају њима већ додељене територије. То је довело до две деценије дугог грађанског рата.
У Вормсу 829. Луј Побожни додељује Карлу Ћелавом Алемању и тиме разљућује Лотара I, чији део је тиме смањен. Лотар оптужује нову жену Луја Побожног да је родила дете, које није Лујево, него копиле. Па зато Карло Ћелави не заслужује територије.
Грађански рат је започео 830. када су Пипин Аквитански и Лудвиг Немачки опколили војску цара Луја Побожног, а цара заробили. Лотар I је закаснио са својом ломбардском војском. Луј Побожни је успео наговорити свога сина Луја Немачког да промени свој однос према њему, а овај је успео наговорити Пипина Аквитанског. Лотар је ипак покушао да добије општу подршку па сазива у сабор у Најмегену у Аустразији, где је његова подршка била најјача.
Два сина Пипин Аквитански и Лудвиг Немачки су ослободила 831. свога оца Луја Побожног и замолили га за опроштај. После тога мирења Пипин Аквитански и Лудвиг Немачки су добили већи удео у наследству, а Лотар је лишен статуса сувладара и одузета му је Италија.

### Други грађански рат
Друга побуна избија 832. године. Пипин Аквитански је био незадовољан, па је позван на очев двор. Ту је био тако лоше примљен, да је напустио двор без очева одобрења. Луј Побожни се бојао да ће се Пипин Аквитански побунити, па је сакупио војску да крену у Аквитанију, где се могу десити невоље. У исто време Лудвиг Немачки је сакупио војску словенских савезника и заузео Швабију, а да Луј Побожни није стигао да одреагује.
Поново Луј Побожни дели царство. Аквитанију додељује Карлу Ћелавом, а Пипина лишава наследства. Повећао је Лотарев удио, јер није био укључен у побуну. Међутим Лотар је био заинтересован да постане цар.
Лотар је добио и подршку папе Гргура IV, кога је потврдио без очева одобрења. Лотар I се 833. придружује побуни. Среле су се две војске, војска Луја Побожног и војска Лотара I. Војска Луја Побожног је напуштала цара, тако да је цар био принуђен да се преда.
Надбискуп рејмски Ебо председавао је црквеним синодом, на коме су свргли Луја Побожног и присилили га да призна све наводне злочине. Понижења, које је трпио свргнути краљ Луј Побожни потакло је на побуну против Лотара племство Аустразије и Саксоније. Лотар I је био принуђен да побегне у Бургундију, а Луј Побожни је поново цар 1. марта 834. године.
Породица се поново помирила 836, па је Луј Побожни повратио Пипину и Лудвигу Немачком све поседе, а Лотару је узео све сем Италије. Карло Ћелави је добио добар део Лотарових територија.

### Викинзи
Викинзи су нападали Утрехт и Антверпен. Дуж Рајне су 837. дошли до Најмегена, а викиншки краљ је тражио да се њему плати данак. Кад је Луј Побожни скупио довољно велику војску Викинзи су се разбежали. Поново се враћају 838. и захтевају суверенитет над Фризијом. Луј Побожни је наредио изградњу морнарице да би успоставио француски суверенитет у Фризији.

### Трећи грађански рат
Луј Побожни је 837. прогласио Карла Ћелавог краљем Алеманије и Бургундије и предао му део земље Лудвига Немачког. Када се Лудвиг Немачки побунио Луј је Лудвигу Немачком одузео све Баварске земље осим саме Баварске, а то је предао Карлу. Када је умро 838. Пипин Аквитански, цар проглашава Карла Ћелавог и краљем Аквитаније. Племство Аквитаније међутим бира Пипина II Аквитанског, сина Пипина Аквитанског. Кад је цар запретио племству Аквитаније, долази до грађанског рата. Лудвиг Немачки је напао Швабију, а Пипин II је дошао до Лоаре док су Данци харали Фризијом.
Лотар I је по први пут био на страни Луја Побожног, с циљем да се царство поново подели мало више њему у корист. Тада је Луј Побожни поново поделио царство. Лудвигу Немачком оставља Баварску, а Пипину све одузима, тако да даје Лотару да одабере који ће део. Лотар I одабире источни део са Италијом, а западни остаје Карлу Ћелавом. Аквитанија је била лако покорена. Карло Ћелави је признат од стране племства 840.

## Смрт и нове свађе
Луј Побожни умире 20. јуна 840. године. Међу његовим синовима после тога избија нови грађански рат, који се решава Верденским споразумом 843. и деобом царства на три дела, који постају језгра Француске, Немачке и Италије.

## Породично стабло
|  |                               |  |  |  |  |  |  |  |  |  |  |  |  |  |  |  |
|  | 16. Пипин Хересталски         |  |  |  |  |  |  |  |  |  |  |  |  |  |  |  |
|  |                               |  |  |  |  |  |  |  |  |  |  |  |  |  |  |  |
|  |                               |  |  |  |  |  |  |  |  |  |  |  |  |  |  |  |
|  | 8. Карло Мартел               |  |  |  |  |  |  |  |  |  |  |  |  |  |  |  |
|  |                               |  |  |  |  |  |  |  |  |  |  |  |  |  |  |  |
|  |                               |  |  |  |  |  |  |  |  |  |  |  |  |  |  |  |
|  | 17. Алпаида                   |  |  |  |  |  |  |  |  |  |  |  |  |  |  |  |
|  |                               |  |  |  |  |  |  |  |  |  |  |  |  |  |  |  |
|  |                               |  |  |  |  |  |  |  |  |  |  |  |  |  |  |  |
|  | 4. Пипин Мали                 |  |  |  |  |  |  |  |  |  |  |  |  |  |  |  |
|  |                               |  |  |  |  |  |  |  |  |  |  |  |  |  |  |  |
|  |                               |  |  |  |  |  |  |  |  |  |  |  |  |  |  |  |
|  | 18. Lambert, Count of Hesbaye |  |  |  |  |  |  |  |  |  |  |  |  |  |  |  |
|  |                               |  |  |  |  |  |  |  |  |  |  |  |  |  |  |  |
|  |                               |  |  |  |  |  |  |  |  |  |  |  |  |  |  |  |
|  | 9. Rotrude                    |  |  |  |  |  |  |  |  |  |  |  |  |  |  |  |
|  |                               |  |  |  |  |  |  |  |  |  |  |  |  |  |  |  |
|  |                               |  |  |  |  |  |  |  |  |  |  |  |  |  |  |  |
|  | 19. Chrotlind                 |  |  |  |  |  |  |  |  |  |  |  |  |  |  |  |
|  |                               |  |  |  |  |  |  |  |  |  |  |  |  |  |  |  |
|  |                               |  |  |  |  |  |  |  |  |  |  |  |  |  |  |  |
|  | 2. Карло Велики               |  |  |  |  |  |  |  |  |  |  |  |  |  |  |  |
|  |                               |  |  |  |  |  |  |  |  |  |  |  |  |  |  |  |
|  |                               |  |  |  |  |  |  |  |  |  |  |  |  |  |  |  |
|  | 10. Кариберт од Лаона         |  |  |  |  |  |  |  |  |  |  |  |  |  |  |  |
|  |                               |  |  |  |  |  |  |  |  |  |  |  |  |  |  |  |
|  |                               |  |  |  |  |  |  |  |  |  |  |  |  |  |  |  |
|  | 21. Bertrada of Prüm          |  |  |  |  |  |  |  |  |  |  |  |  |  |  |  |
|  |                               |  |  |  |  |  |  |  |  |  |  |  |  |  |  |  |
|  |                               |  |  |  |  |  |  |  |  |  |  |  |  |  |  |  |
|  | 5. Бертрада од Лаона          |  |  |  |  |  |  |  |  |  |  |  |  |  |  |  |
|  |                               |  |  |  |  |  |  |  |  |  |  |  |  |  |  |  |
|  |                               |  |  |  |  |  |  |  |  |  |  |  |  |  |  |  |
|  | 1. Луј I Побожни              |  |  |  |  |  |  |  |  |  |  |  |  |  |  |  |
|  |                               |  |  |  |  |  |  |  |  |  |  |  |  |  |  |  |
|  |                               |  |  |  |  |  |  |  |  |  |  |  |  |  |  |  |
|  | 12. Hado of Vintzgau          |  |  |  |  |  |  |  |  |  |  |  |  |  |  |  |
|  |                               |  |  |  |  |  |  |  |  |  |  |  |  |  |  |  |
|  |                               |  |  |  |  |  |  |  |  |  |  |  |  |  |  |  |
|  | 6. Gerold of Vinzgouw         |  |  |  |  |  |  |  |  |  |  |  |  |  |  |  |
|  |                               |  |  |  |  |  |  |  |  |  |  |  |  |  |  |  |
|  |                               |  |  |  |  |  |  |  |  |  |  |  |  |  |  |  |
|  | 13. Gerniu of Suevie          |  |  |  |  |  |  |  |  |  |  |  |  |  |  |  |
|  |                               |  |  |  |  |  |  |  |  |  |  |  |  |  |  |  |
|  |                               |  |  |  |  |  |  |  |  |  |  |  |  |  |  |  |
|  | 3. Хилдегард                  |  |  |  |  |  |  |  |  |  |  |  |  |  |  |  |
|  |                               |  |  |  |  |  |  |  |  |  |  |  |  |  |  |  |
|  |                               |  |  |  |  |  |  |  |  |  |  |  |  |  |  |  |
|  | 28. Huoching                  |  |  |  |  |  |  |  |  |  |  |  |  |  |  |  |
|  |                               |  |  |  |  |  |  |  |  |  |  |  |  |  |  |  |
|  |                               |  |  |  |  |  |  |  |  |  |  |  |  |  |  |  |
|  | 14. Hnabi of Alamannia        |  |  |  |  |  |  |  |  |  |  |  |  |  |  |  |
|  |                               |  |  |  |  |  |  |  |  |  |  |  |  |  |  |  |
|  |                               |  |  |  |  |  |  |  |  |  |  |  |  |  |  |  |
|  | 7. Emma of Alamannia          |  |  |  |  |  |  |  |  |  |  |  |  |  |  |  |
|  |                               |  |  |  |  |  |  |  |  |  |  |  |  |  |  |  |
|  |                               |  |  |  |  |  |  |  |  |  |  |  |  |  |  |  |
|  | 15. Hereswind                 |  |  |  |  |  |  |  |  |  |  |  |  |  |  |  |
|  |                               |  |  |  |  |  |  |  |  |  |  |  |  |  |  |  |
|  |                               |  |  |  |  |  |  |  |  |  |  |  |  |  |  |  |